# Vitstjärtad buskskvätta
Vitstjärtad buskskvätta (Saxicola leucurus) är en asiatisk fågel i familjen flugsnappare inom ordningen tättingar.

## Utseende och läten
Vitstjärtad buskskvätta är jämnstor med vitgumpad buskskvätta och mycket lik denna, med hos hanen svart huvud, vit fläck på halssidan, orangefärgat bröst och vitaktig övergump. Den har dock unikt vitt på innerfanet av alla stjärtpennor utom de centrala, vilket också syns tydligt i flykten. Honan är gråare ovan, med diffus streckning, och blekare, gråbrun stjärt. Sången består av en serie korta fraser med snabba, gnissliga och knarrande toner. Varningslätet återges i engelsk litteratur som "peep-chaaa".

## Utbredning och systematik
Fågeln förekommer från östra Pakistan till Nepal, norra Indien och Myanmar. Den behandlas som monotypisk, det vill säga att den inte delas in i några underarter.

### Familjetillhörighet
Buskskvättorna ansågs fram tills nyligen liksom bland andra stenskvättor, stentrastar, rödstjärtar vara små trastar. DNA-studier visar dock att de är marklevande flugsnappare (Muscicapidae) och förs därför numera till den familjen.

## Status och hot
Arten har ett stort utbredningsområde och en stor population med stabil utveckling och tros inte vara utsatt för något substantiellt hot. Utifrån dessa kriterier kategoriserar internationella naturvårdsunionen IUCN arten som livskraftig (LC).